# Чарлс Мартин Хол
Чарлс Мартин Хол (на английски: Charles Martin Hall, 6 декември 1863 - 27 декември 1914) е американски изобретател и инженер. През 1886 г. той открива по-евтин метод за получаването на алуминий и така алуминият става първият метал с най-широка обществена употреба (освен желязото, използван още през праисторическата епоха).

## Биография

### Ранни години
Чарлс Мартин Хол е роден на 6 декември 1863 г. в град Томпсън, Охайо. Баща му се казва Хърман Басет Хол, а майка му — Софрония Х. Брукс. Чарлс има един брат и три сестри, като единият от тях умира много рано. Една от сестрите му е Джулия Брайнърд Хол (1859 — 1925), която помага на Чарлс в работата му. През 1873 г. семейството му се премества в Оберлин, Охайо, където завършва Оберлинската гимназията. През 1885 г. получава бакалавърска степен от Оберлинския колеж.
Чарлс Хол произвежда първите образци на метали на 23 февруари 1886 г., след няколко години интензивна работа. По-голямата му сестра му помага при тези изследвания. Основното изобретение включва преминаване на електричен ток през вана от двуалуминиев триоксид, разтворен в криолит, което води до пудлинговане на алуминий. Този процес е открит и от френския учен Пол Хероулд, затова е наречен на двамата учени — Хал-Хероулдов процес. На 9 юли 1886 г. Хол подава своя първи патент.
Част от своето голямо откритие Хал дължи най-вече на сестра си. Тя също учи химия в Оберлинския колеж, като неин учител е професор Франк Джевит. Джулия е прекрасен асистент на Чарлс – най-вече при експериментите и при финансовите съвети.
След като не получава финансова подкрепа от семейството си, Хол заминава за Питсбърг, където се запознава с известния металург Алфред Хънт. Двамата създават компания за производство на алуминий в Питсбърг, превърнала се впоследствие в най-голямата компания за производство на алуминий в САЩ, от което Хал става богат.
Процесът Хол-Хероулд популяризира алуминия, което довежда до намаляване на цената му. До 1900 г. годишното производство достига около 8 хиляди тона.

### Последни години
Хал продължава своята изследователска дейност и получава още 22 патента в САЩ, всичките свързани с алуминий. Работи като преподавател в Оберлинския колеж. Също така е заместник-председател на компанията. Чарли Хол умира през 1914 г. без да се е женил.
|  | Тази страница частично или изцяло представлява превод на страницата Charles Martin Hall в Уикипедия на английски. Оригиналният текст, както и този превод, са защитени от Лиценза „Криейтив Комънс – Признание – Споделяне на споделеното“, а за съдържание, създадено преди юни 2009 година – от Лиценза за свободна документация на ГНУ. Прегледайте историята на редакциите на оригиналната страница, както и на преводната страница, за да видите списъка на съавторите. ВАЖНО: Този шаблон се отнася единствено до авторските права върху съдържанието на статията. Добавянето му не отменя изискването да се посочват конкретни източници на твърденията, които да бъдат благонадеждни. |